# Cortina esquinçada
Cortina esquinçada  (títol original en anglès: Torn Curtain) és una pel·lícula estatunidenca dirigida per Alfred Hitchcock, estrenada el 1966, que treu el seu nom del teló d'acer. Ha estat doblada al català.

## Argument
Un investigador de física nuclear, Armstrong, trenca sense explicacions amb la seva promesa i ajudanta, Sarah, abans d'anar a un congrés a Copenhaguen. Intrigada, el segueix i descobreix que marxa en realitat a Berlín Est. Decidida a entendre-ho, agafa el mateix avió i s'adona que el professor sembla que ha escollit viure a l'Est.

## Repartiment
- Paul Newman: el professor Michael Armstrong
- Julie Andrews: la doctora Sarah Louise Sherman
- Lila Kedrova: la comtessa Kuchinska
- Hansjörg Felmy: Heinrich Gerhard
- Tamara Toumanova: la ballarina
- Wolfgang Kieling: Hermann Gromek
- Ludwig Donath: el professor Gustav Lindt
- Günter Strack: el professor Karl Manfred
- Gisela Fischer: la doctora Koska
- Mort Mills: el granger
- Carolyn Conwell: la dona del granger
- Arthur Gould-Porter: Freddy

## Al voltant de la pel·lícula
- Cortina esquinçada és considerada com el punt de declivi de l'obra del director. El nou Hollywood grava els seus primers èxits i suposa una redistribució accelerada. Hitchcock està debilitat en la seva confiança per la mala acollida de Marnie i l'estudi el cridarà diverses vegades per ordenar-li rejovenir el seu cinema i acontentar al màxim possible la nova generació ascendent d'espectadors.
- A aquesta posició incòmoda, s'afegeix la pèrdua —durant la preparació de la pel·lícula— de dos dels col·laboradors més importants de Hitchcock, amb els quals havia construït els seus principals èxits americans: el muntador George Tomasini i el cap operador Robert Burks.
- Però la pèrdua més mesurable per a la pel·lícula continua sent el rebuig per Hitchcock, sota la pressió de l'estudi, de la música escrita i gravada per Bernard Herrmann, que posa un final a una llarga i prolífica col·laboració. La música lliurada per John Addison, tot just guanyat un Oscar, encalla per infondre a la pel·lícula el complement de matèria dramàtica que hauria pogut redreçar el projecte. La lleugeresa dels temes compostos per Addison debilita considerablement el manteniment d'una certa tensió que falta en el projecte.
- No obstant això, la pel·lícula no està desproveïda de qualitat. Entre les escenes en què l'experiència del director s'afirma clarament, cal destacar la filatura al museu pel seu treball sobre el so, la fugida amb bus, pura seqüència de suspens, el potencial de la qual no sembla tanmateix totalment explotat, i la famosa escena de l'homicidi.
- L'escena de l'homicidi, l'element més memorable de la pel·lícula, il·lustra la tendència que tindrà el director amb els anys, de tendir cap a una representació naturista del crim (que tindrà èxit per l'estrangulació amb una corbata i la representació d'un cadàver sense "noblesa" en Frenesí).
- Una cura particular és aportada als crèdits amb la voluntat clara de reprendre la sèrie magnífica dels concebuts per Saul Bass (Vertigen, D'entre els morts, Perseguit per la mort, Psicosi). La il·lustració succeeix a l'abstracció. Els fotogrames de la pel·lícula —reenquadrats sobre les cares (o dels detalls de cara)— van ser muntats imatge a imatge (a velocitat variable, en bucle...) en sobreimpressió sobre fum produït per un coet, la flama vermella del qual ocupa la part dreta de la pantalla, com un resum de les emocions magnificades que travessaran la pel·lícula.
- A Julie Andrews, encara amb l'aurèola de l'èxit de Somriures i llàgrimes, li costa coincidir amb la imatge que hom té de l'heroïna hitchcokiana. El nivell d'implicació de Paul Newman, encarnació de la nova generació d'actors hollywoodiencs, supera les expectatives del director i és font de conflictes.
- Cameo del director: al 4t minut, assegut al rebedor de l'hotel d'Anglaterra amb un bebè galtut, acompanyat per un insert en la música de la firma del tema de la sèrie Alfred Hitchcock Presents.